# Đội tuyển Fed Cup Mauritius
Đội tuyển Fed Cup Mauritius đại diện Mauritius ở giải đấu quần vợt Fed Cup và được quản lý bởi Liên đoàn Quần vợt Mauritius. Đội chưa thi đấu lại kể từ năm 2008.

## Lịch sử
Mauritius tham dự kì Fed Cup đầu tiên vào năm 2000.  Thành tích tốt nhất của đội là thứ 4 ở Nhóm II năm 2000.